# 大童澄瞳
大童澄瞳（日语：大童 澄瞳，1993年3月19日—），日本男性漫畫家。出身於神奈川縣。東洋美術學校繪畫科畢業。

## 來歷
高中時期進入電影社。於東洋美術學校繪畫科畢業後，開始獨自學習動畫。之後以漫畫方式在COMITIA111會展中亮相，受到Spirits編輯的注目，以出道作品《別對映像研出手！》開始在《月刊！Spirits》（小學館）2016年9月號起連載。
2017年12月，其代表作《別對映像研出手！》獲得TV Bros.漫畫部門的「Bros Comic Award 2017」大獎。並在次年也獲得《這本漫畫真厲害！2018》「男生篇」第15名、《THE BEST MANGA 2018 這本漫畫必讀！》第7名的排名。
《別對映像研出手！》動畫化後，也作為動畫師參加片尾動畫。
對計算和讀書苦手，過去被診斷出有表達障礙，曾經有一段時間退縮的行為。

## 作品
- 別對映像研出手！（小學館《月刊！Spirits》2016年9月號－連載中，刊載6冊／截至2020年1月）台灣東販 新经典文化（出品）四川美术出版社（出版）

## 外部連結
- 大童澄瞳的X（前Twitter） （日語）
- （日語）
- YouTube上的大童 澄瞳頻道